# Zasjtjitniki
Zasjtjitniki (russisk: Защитники, dansk: Beskytterne) er en russisk superheltefilm fra 2017. Filmen er tydeligt inspireret af amerikanske forbilleder såsom Justice League og Avengers.
Optagelserne begyndte d. 27. april 2015, og filmen kunne d. 23. februar 2017 fejre premiere.. Udgivelsen faldt sammen med Dagen for Fædrelandets Beskyttere, og i begyndelsen var Zasjtjitniki den mest populære film i de russiske biografer, men allerede efter én uge var billetsalget faldet med 90 %.  Analytikere kaldte filmen for et flop,, og den fik ligeledes dårlige anmeldelser i pressen.

## Medvirkende
En af effekterne ved forsøgene, der gav medlemmerne af Zasjtjitniki superkræfter, var, at de holdt op med at blive ældre, og derved ikke kunne dø af alderdom. For specifik information om den enkelte karakter, se tabellen nedenfor.
| Skuspiller                | Rollenavn                | Superkræfter | Baggrund |
| ------------------------- | ------------------------ | --- | --- |
| Anton Pampusjnyj          | Arsus                    | Arsus er i stand til at forvandle sig til en bjørn. Han kan vælge at forvandle hele kroppen eller kun noget af den, hvorved han kan kontrollere sin fysiske styrke. Arsus har yderligere et maskingevær, der er forbundet til hans nervesystem, og som ved fuld transformation bliver automatisk. | Arsus forsøger på at undgå at forvandle sig, da han frygter på et tidspunkt mentalt at forblive en bjørn for evigt. Han er desperat, loyal samt bestemt, og det bliver også nævnt, at han er videnskabsmand. |
| Sanzjar Madijev           | Khan                     | Khan kan bevæge sig ved enorme hastigheder, så det ser ud som om, at han teleporterer sig. Dertil er han mester i nær- og knivkamp. Hans vigtigste våben er to krumme sværd, der kan sættes sammen og blive én stor boomerang-klinge.                                                             | Khan valgte at blive kriger for at følge i sin bror Abajas fodspor. I følge ham selv stod Khan altid i skyggen af Abaja, hvilket gik Khan på. Efter at have fået superkræfter, udfordrede Khan sin bror til duel, men endte med at dræbe ham ved et uheld. På grund af det valgte at leve for sig selv og beskæftige sig som selvtægtsmand. Sådan levede han indtil Lerom fandt ham. |
| Sebastjan Sisak-Grigorjan | Lernik "Ler" Oganesjan   | Lernik kan kontrollere jord og sten telekinetisk og kan ved at samle sten omkring sig danne et exoskelet. Hans pisk består af sten holdt sammen af et elektrisk felt og kan forvandles til et skjold.                                                                                             | Lernik havde engang en familie, men efter hans datter døde af alderdom, valgte han at bo for sig selv som hyrde. |
| Alina Lanina              | Ksenija                  | Ksenija er fleksibel, adræt og hårdfør. Ved kontakt med vand bliver hun usynlig. Hun kan ikke mærke temperaturforskelle, men hun kan overleve i vakuum. Hendes dragt gør hende usynlig, og alle hun rører bliver usynlige sammen med hende.                                                       | Af ukendte årsager mistede hun hukommelsen og blev cirkusartist. |
| Valerija Sjkirando        | Jelena Larina            | | Leder af den hemmelige organisation Patriot. |
| Stanislav Sjirin          | Professor Avgust Kuratov | Han bærer exoskelettet MODUL-1, der giver ham evnen til at kontrollere elektronik. Derudover har han superstyrke og kan, ligesom Zasjtjitniki, ikke blive gammel. | Kuratov er den centrale antagonist og skaberen af Zasjtjitniki. Da han gemte sig for militæret, der ville skyde ham, blev han udsat for radioaktiv stråling, der vansirede ham, men også gav ham hans superkræfter. Han skabte en hær af kloner for at erobre Moskva og derefter hele verden.                                                                                        |

## Efterfølger
Lang tid før premieren på den oprindelige film blev en efterfølger annonceret med en ny superhelt fra Kina. Hvornår efterfølgeren har premiere er ikke blevet annonceret.
Efter produktionsselskabet Enjoy Movies' konkursbegæring, udtalte intruktøren Sarik Andreasjan, at efterfølgeren stadig ville blive lavet, og at han og hans team var ved at beslutte hvem af heltene, der skulle dø i efterfølgeren..